# أشلي بي. رايت
أشلي بي. رايت (بالإنجليزية: Ashley B. Wright)‏ هو سياسي أمريكي، ولد في 25 مايو 1841 في هينسديل في الولايات المتحدة، وتوفي في 14 أغسطس 1897 في نورث آدمز في الولايات المتحدة. حزبياً، نشط في الحزب الجمهوري. وقد انتخب عضو مجلس النواب الأمريكي.